# Plecoptera sarcistis
Plecoptera sarcistis là một loài bướm đêm trong họ Erebidae.